# The Decline
«The Decline»  — австралийская скейт-панк группа из города Перт, Западная Австралия, сформированная в 2009. Группа принимала участие во многих турне по Австралии и на международном уровне, получил номинации от WAMi «Punk Act of the Year» и «Punk Song of The Year». Они часто выступали на одной сцене с своими кумирами, включая такие группы как Descendents, Unwritten Law, Frenzal Rhomb, Propagandhi, Bodyjar, Bouncing Souls, Anti-Flag, Lagwagon, No Use for a Name, No Fun at All, Guttermouth, Strike Anywhere, Smoke or Fire, Pour Habit, The Flatliners, Николом Шарчевичем (Millencolin), Less Than Jake, Useless ID и другие.

## Состав
Современный состав
- Pat Decline — вокал, гитара (2005–дотепер)
- Harry — ударные (2010–present)
- Ben Elliott — гитара, вокал (2015–дотепер)
- Ray Ray — бас-гитара (2015–дотепер)[1]

Бывшие участники
- Dan Cribb[3] — вокал, бас-гитара (2009—2015)
- Nathan Cooper — гитара (2009—2015)
- James «Doody» Davies — ударные (2009—2010)

Сессионные музыканты
- Josh Barker — ударные (2019)
- Jared Stinson — бас-гитара (2017)

Схема

## Влияние
Участники группы считают, что их влияние такие группы, как Propagandhi, Frenzal Rhomb, Strung Out, NOFX, Lagwagon, Descendents, Bad Religion, Pour Habit, Goldfinger, Less Than Jake.

## Дискография

### Студийные альбомы
- «I'm Not Gonna Lie To You» (2010)
- «Are You Gonna Eat That?» (2011)
- «Resister» (2015)
- «Flash Gordon Ramsay Street» (2019)

### Мини-альбомы
- «The Same Kind» (2008)
- «We Lied» (2011)
- «Can I Borrow A Feeling?» (2014)

### Совместные альбомы
- «4 Way WA Punk Split 7"» (2013, вместе с Scalphunter, The Bob Gordons & Silver Lizard)
- «Great Thieves Escape 3»[4] (2016, вместе с Bad Cop Bad Cop, Success & The Bob Ross Effect)
- «Local Resident Failure Vs The Decline»[5] (2017, вместе с Local Resident Failure)

### Cинглы
- «Can't Have Both» (2016) только цифровая дистрибуция
- «Verge Collection» (2019)
- «The More You Know» (2019) только цифровая дистрибуция
- «Brovine» (2019) только цифровая дистрибуция
- «It Was Always You» (2019) только цифровая дистрибуция

## Клипы
- «Pope'd In The Eye» (2010)
- «Shit Yeah» (2012)
- «Excuse Me» (2012)
- «Showertime In The Slammer» (2013)
- «66B» (2014)
- «Almost Never Met You» (2015)
- «I Don't Believe»[6] (2016)
- «Verge Collection» (2019)
- «The More You Know» (2019)
- «Brovine» (2019)
- «It Was Always You» (2019)

## Интересные факты
- Их песня «Shit Yeah» содержит два отрывка, произнесенные комиком и актером Уиллом Форте в шоу Tim and Eric Awesome Show, Great Job!.
- The Decline использовали отрывки из фильмов Клерки, Догма и В погоне за Эми режиссера Кевина Смита в своих песнях «I'm Not Alright», «Yahweh Or The Highway» и «I Don't Believe»